# El Hadji Adama Niane
Pour les articles homonymes, voir Niane.
El Hadji Adama Niane, né le 10 décembre 1993, est un nageur sénégalais.

## Carrière
El Hadji Adama Niane obtient la médaille de bronze du relais 4 x 100 mètres nage libre aux Championnats d'Afrique de natation 2016 à Bloemfontein.
Il remporte aux Championnats d'Afrique de natation 2021 à Accra la médaille de bronze sur 4 × 100 mètres nage libre et sur 4 × 100 mètres nage libre mixte.
Il obtient aux Championnats d'Afrique de natation 2022 à Tunis la médaille de bronze sur 4 × 100 mètres nage libre.